# Rob Davison
Robert W. „Rob“ Davison (* 1. Mai 1980 in St. Catharines, Ontario) ist ein ehemaliger kanadischer Eishockeyspieler und derzeitiger -trainer, der im Verlauf seiner aktiven Karriere zwischen 1997 und 2014 unter anderem 219 Spiele für die San Jose Sharks, New York Islanders, Vancouver Canucks und New Jersey Devils in der National Hockey League (NHL) auf der Position des Verteidigers bestritten hat.

## Karriere
Davison begann seine Karriere in der Ontario Hockey League bei den North Bay Centennials, wo er vor allem durch seine exzellente Defensivarbeit auf dem Eis glänzte. Insgesamt spielte er drei Spielzeiten in North Bay. In seiner letzten Saison war er Assistenzkapitän des Teams, zudem wurde er zum besten Defensivspieler des Teams gewählt.

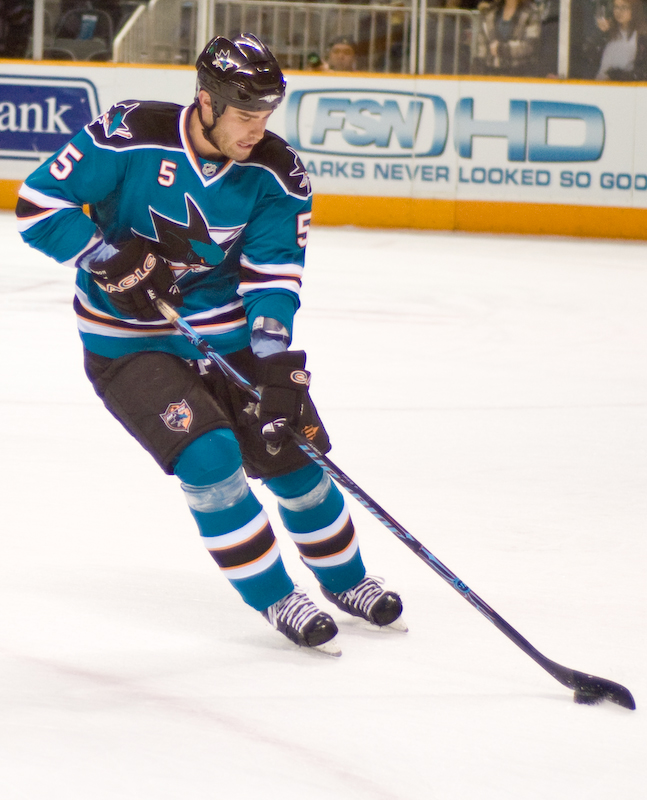
Davison im Trikot der San Jose Sharks (2008)

Danach begann Davison seine Karriere in der American Hockey League bei den Kentucky Thoroughblades, dem damaligen Farmteam der San Jose Sharks, die ihn im NHL Entry Draft 1998 in der vierten Runde an Position 98 ausgewählt hatten. Nach dem Umzug des Teams von Lexington nach Cleveland spielte Davison weitere zwei Spielzeiten beim Farmteam, ehe er nach dem Wechsel von Bryan Marchment zur Colorado Avalanche im März 2003 erstmals ins NHL-Team berufen wurde. In der Saison 2003/04 entwickelte sich Davison zu einer festen Größe in der Defensive der Sharks. So blieb es auch in der Saison 2005/06, nachdem der Kanadier die Lockout-Saison 2004/05 bei den Cardiff Devils in der Elite Ice Hockey League verbracht hatte. Aufgrund der großen Konkurrenz in der Verteidigung im Kader San Joses kam Davison in der Saison 2006/07 nur noch selten zum Einsatz und brachte es auf 22 Einsätze. In der Saison 2007/08 stand Davison nur 15 Mal für die Sharks auf dem Eis und auch eine zwischenzeitliche Umschulung zum defensiv ausgerichteten Flügelstürmer brachten ihm keinen festen Platz im ausgeglichen besetzten Kader, woraufhin er Ende Februar 2008 für einen Siebtrunden-Draftpick zu den New York Islanders transferiert wurde. Dort erhielt er auf Anhieb einen Stammplatz in der Verteidigung und konnte in den 19 verbleibenden Saisonspielen zwei Punkte erzielen. Darunter befand sich ein Tor gegen die Toronto Maple Leafs, das er mit einem Befreiungsschuss in Unterzahl von hinter der eigenen Torlinie gegen seinen ehemaligen Teamkollegen Vesa Toskala erzielte, zugleich – mit von der NHL gemessenen 174 Fuß (etwa 53 Meter) – eines der aus der größten Entfernung erzielten Tore in der Geschichte der Liga.
Trotz des zwischenzeitlichen Karrierehochs in New York verlängerte Davison den auslaufenden Vertrag mit den Islanders nicht und wechselte als Free Agent zurück an die nordamerikanische Westküste zu den Vancouver Canucks. Diese setzten ihn zumeist als siebten Verteidiger ein, wodurch er lediglich 23 Saisonspiele bestritt. Am 31. Juli 2009 unterzeichnete er einen Vertrag bei den New Jersey Devils, bestritt einen NHL-Einsatz und spielte überwiegend im Farmteam in der AHL.
Nach zwei Spielzeiten in Europa beim HC Oceláři Třinec in Tschechien sowie dem EC Red Bull Salzburg in Österreich kehrte der Kanadier im Juli 2013 nach Nordamerika zurück und schloss sich erneut der Organisation der San Jose Sharks an, bei denen er einen Einjahresvertrag unterzeichnete. Davison kam in der Saison 2013/14 ausschließlich im Farmteam Worcester Sharks in der AHL zum Einsatz. Im Sommer 2014 beendete er seine Spielerkarriere und wurde Trainer.
Er begann seine Trainerlaufbahn beim EC Red Bull Salzburg in der Österreichischen Eishockey-Liga, wo er zwischen 2014 und 2016 als Co-Trainer arbeitete und zum Gewinn der Meistertitel 2015 und 2016 beitrug. Im Anschluss an die Saison 2015/16 wechselte er in derselben Position zu HK Dinamo Minsk in die Kontinentale Hockey-Liga (KHL). Zwischen 2017 und 2021 fungierte er als Trainerassistent bei den Toronto Marlies in der AHL. Anschließend pausierte Davison mehrere Jahre, ehe er zur Saison 2024/25 als Assistenztrainer bei den Guelph Storm aus der OHL ins Geschäft zurückkehrte.

## Erfolge und Auszeichnungen
- 2011 European-Trophy-Gewinn mit dem EC Red Bull Salzburg
- 2015 Österreichischer Meister mit dem EC Red Bull Salzburg (als Assistenztrainer)
- 2016 Österreichischer Meister mit dem EC Red Bull Salzburg (als Assistenztrainer)

## Karrierestatistik
(Legende zur Spielerstatistik: Sp oder GP = absolvierte Spiele; T oder G = erzielte Tore; V oder A = erzielte Assists; Pkt oder Pts = erzielte Scorerpunkte; SM oder PIM = erhaltene Strafminuten; +/− = Plus/Minus-Bilanz; PP = erzielte Überzahltore; SH = erzielte Unterzahltore; GW = erzielte Siegtore; 1 Play-downs/Relegation; Kursiv: Statistik nicht vollständig)